# Никулин, Сергей Владимирович
Сергей Владимирович Никулин (род. 2 сентября 1974) — российский футболист. Выступал на позиции защитника.

## Биография
Родился 2 сентября 1974 года. В детстве стал заниматься футболом. Воспитанник СДЮШОР «Смена» Калуга. Во взрослом футболе дебют состоялся в 1994 году в составе новомосковского «Дона». Позднее вернулся в Калугу, где играл за ФК «Смена-ПРМЗ». Наивысшего успеха в карьере Сергей Никулин добился в 99-м году, когда в составе «Неман-Белкард» из Гродно выступал в высшей лиге белорусского футбола. Никулин провёл 23 матча, в которых забил 6 голов, а команда заняла 9-е место из 16 возможных. Следующий сезон игрок провёл в Перми.
На профессиональном уровне последние матчи провёл в 2001 году в составе брянского «Динамо». Затем два сезона числился в профессиональных клубах — «Лукойле» и «Обнинске». С 2003 года играл за любительские клубы Калуги и области. 2015 год провёл в составе калужского ФК «Генератор».